# Festa de la Cirera
La Festa de la Cirera, Fira de la Cirera o Diada de la Cirera són unes festes per celebrar la collita de la cirera que es fan a la Salzedella, a Santa Coloma de Cervelló a Sant Climent de Llobregat, a Torrelles de Llobregat, al Papiol, a Ceret, a Llers, a Terrades, a Paüls, a Miravet, a Caudiel, a Serra i a Alpatró, a la Vall de Gallinera.
Mentre que a Santa Coloma i a Sant Climent s'hi documenta el ball de la cirera, també s'hi balla la sardana Per Cireres, Sant Climent i en diversos d'aquests municipis també s'ha popularitzat progressivament —amb crítiques pel seu tarannà de reconversió turística i comercial— el concurs d'escopir pinyols, que té l'objectiu de projectar-los tan lluny com sigui possible.

## Festa de la Cirera de la Salzedella
La festa començà el 2008 i se celebra els dies 6 i 7 de juny. Productes típics a trobar a les festes són coques, licors i dolços fets amb cirera. Les festes es complementen amb una mostra de cotxes antics i la colla local de dolçainers.

## Festa de la Cirera de Torrelles de Llobregat

### Història de la Festa
Des de l'any 1980, cada primer cap de setmana de juny Torrelles organitza una de les festes més importants de l'any al poble, una festa que, inicialment, estava destinada a celebrar l'èxit de la collita de cireres. La festa s'estructura al voltant de tres grans activitats que tenen com a protagonista a la cirera: l'Exposició de Cireres, el Mercat de la Cirera i la Fira d'Artesans. I és organitzada per la regidoria de Cultura de l'Ajuntament de Torrelles de Llobregat amb la col·laboració dels pagesos i entitats locals.
Tot i que la festa està centrada en la cirera, Torrelles aprofita per donar a conèixer l'artesania de Catalunya mitjançant la Fira d'Artesans, on es poden trobar articles d'artesania diversa i productes típics de la gastronomia catalana, de la producció local i d'altres indrets, elaborats amb mètodes tradicionals. Una iniciativa per promoure els productes de qualitat i proximitat.
I des de l'any 2007, celebra la Ruta Gastronòmica amb la idea de potenciar el vessant culinari del producte local per excel·lència: la cirera. Una desena de restaurants i bars de Torrelles, s'apunten cada any a aquesta iniciativa, on els visitants poden degustar plats elaborats amb cireres i molta imaginació. Del 2023 ençà, aquest municipi inclou també en la seva programació el concurs d'escopir pinyols de cirera.

### La cirera de Torrelles de Llobregat
L'alta pluviometria, el terreny calcari, les terres lleugeres i l'absència de gelades fan que el municipi de Torrelles de Llobregat gaudeixi d'una situació privilegiada pel conreu de la cirera. En l'actualitat hi ha més de 300 hectàrees dedicades al conreu d'arbres cirerers en el terme municipal.
Torrelles, com altres pobles dels voltants, antigament es dedicava al cultiu del cep i a l'elaboració del vi, és a dir, al conreu de la vinya, de tal manera que la venda de vi s'havia convertit en l'únic recurs econòmic a més de l'explotació del bosc.
Entre els anys 1879 i 1887, quan el cultiu de vinya era majoritari, Catalunya va veure com una plaga devastadora, la fil·loxera, procedent de l'Amèrica del Nord i transportada accidentalment a Anglaterra, anava apoderant-se de tots els ceps. La plaga s'escampà per Europa, travessant França i el Rosselló i entrant per l'Empordà.
Ni autoritats ni pagesos van poder contrarestar l'epidèmia i, en poc temps, les vinyes van quedar totalment seques. Els pagesos es van veure obligats a arrencar els ceps i fer el canvi per altres peus (arbres) no contaminats. A Torrelles, algunes famílies van decidir introduir llavors els cirerers. Els primers de fer-ho van ser Can Pinet i Can Biscarri.
La producció va ser, al principi, molt escassa. Tot i això, s'hi afegiren nous cultivadors. Ca l'Enric i Cal Mitjà van ser els primers a comercialitzar el fruit l'any 1920, seguits de Cal Canut el 1930.
Als anys 40 i 50, però, es va començar a arrencar els ceps de manera general per plantar-hi els cirerers més productius. Les primeres plantacions es van fer amb l'anomenat peu del país, l'arbre nascut d'un pinyol de cirera. Aquesta varietat, però no va donar bons resultats perquè es moria prematurament.
Quan un pagès de Sant Boi, el Bilaret, va descobrir el Pirineu un peu molt més efectiu anomenat de Santa Llúcia, es va importar als camps de Torrelles de Llobregat. Des de llavors, no ha cessat la recerca de noves varietats d'aquest peu per escollir la més indicada per a cada classe de cirerer. Les més emprades són la SL64, el Colt Anglès, l'F1-2-1 i el Primus Avuim.